# Пикнопорус киноварно-красный
Пикно́порус кинова́рно-кра́сный (лат. Pycnoporus cinnabarinus) — вид грибов, входящий в род пикнопорус (Pycnoporus) семейства полипоровые (Polyporaceae). Широко распространённый сапротроф, произрастающий на древесине лиственных деревьев.

## Биологическое описание
Плодовые тела однолетние, шляпочные, сидячие, половинчатой или вееровидной формы. Верхняя поверхность бархатистая, затем оголяющаяся, оранжево-красная или киноварно-красная. Ткань жёсткая, сухая, с зонами оранжевого и красного цветов.
Гименофор трубчатый, киноварно- или шафранно-красного цвета. Трубочки немного светлее поверхности и мякоти, с цельными угловатыми порами.
Гифальная система тримитическая. Гифы гименофора тонкостенные, септированные, с пряжками. Скелетные гифы сначала тонкостенные, затем толстостенные, асептированные. Связывающие гифы толстостенные или почти сплошные, асептированные. Базидии четырёхспоровые, 13—15×4—5 мкм. Споры узкоэллиптические, 4,5—6,5×2—2,5 мкм.
Пикнопорус не содержит каких-либо ядовитых веществ, однако его жёсткие тонкие плодовые тела не дают причислять его к съедобным грибам.

### Сходные виды
На Дальнем Востоке России и в тропических регионах мира более обычен второй вид рода, пикнопорус кровяно-красный. Отличается более мелкими плодовыми телами с более яркой окраской. Сходной окраской изредка может обладать печёночница обыкновенная, однако её плодовые тела мягкие.

## Ареал и экология
Пикнопорус — космополит с очень широким ареалом, однако в тропических регионах встречающийся довольно редко. В России известен во всех регионах от Европейской части до Дальнего Востока
Пикнопорус кровяно-красный — сапротроф, произрастающий на мёртвой древесине различных лиственных пород (Betula, Fagus, Populus, Prunus, Sorbus), в виде исключения — на хвойных. Вызывает белую гниль, не проникающую глубоко в древесину.

## Таксономия
Пикнопорус кровяно-красный был впервые описан Николаусом Йозефом фон Жакеном в 1776 году в сборном роде грибов с трубчатым гименофором. В 1821 году переведён Э. М. Фрисом в более узкий род древесных трубчатых грибов. В 1881 году выделен Петером Адольфом Карстеном в отдельный род Pycnoporus.

### Синонимы
- Boletus cinnabarinus Jacq., 1776basionym
- Coriolus cinnabarinus (Jacq.) G.Cunn., 1948
- Fabisporus cinnabarinus (Jacq.) Zmitr., 2001
- Hapalopilus cinnabarinus (Jacq.) P. Karst., 1899
- Leptoporus cinnabarinus (Jacq.) Quél., 1886
- Phellinus cinnabarinus (Jacq.) Quél., 1888
- Polyporus cinnabarinus (Jacq.) Fr., 1821
- Polystictus cinnabarinus (Jacq.) Cooke, 1886
- Trametes cinnabarina (Jacq.) Fr., 1849